# Oficina Administrativa de las Islas Xisha, Zhongsha y Nansha
La Oficina Administrativa de las Islas Xisha, Zhongsha y Nansha (en chino simplificado, 海南省西沙群岛、南沙群岛、中沙群岛办事处; pinyin, Hǎinán shěng xishā qúndǎo, nánshā qúndǎo, zhōng shā qúndǎo bànshì chù) es una región ubicada en la provincia de Hainan al extremo sur de la República Popular China. Abarca una serie de islas en el mar de la China Meridional. Su área en conjunto es de 13 km² y su población es de 1443 habitantes. Fue establecida en marzo de 1959 para mantener control en la zona. Todo el territorio está en disputa y varía el control de China. El 24 de julio de 2012 se creó la ciudad-prefectura de Sansha (三沙市, pinyin: Sānshā shì), un atractivo turístico que recibe más de 10 000 personas al año.

## Administración
Con cerca de 260 islas e islotes, esparcidas en 2 millones km², la ciudad-prefectura de Sasha se divide en 3 distritos:
- Islas Xisha 西沙群岛 "las arenas de occidente"
- Islas Zhongsha 中沙群岛 "las arenas del centro"
- Islas Nansha 南沙群岛 "las arenas del sur"

## Historia
El mar de China Meridional y sus islas fueron descubiertas por primera vez desde tiempos prehistóricos. En 221 a. C., el primer emperador Qin unificó China y dividió al país en 42 condados.
El mar del sur de China ha estado en mapas topográficos desde la dinastía Han. En la dinastía Tang, el gobierno central implementó la gestión administrativa de las islas en el mar de la China Meridional.
En mayo de 1950, la isla de Hainan fue liberada. En las divisiones administrativas, las Islas del Mar de China pertenecían a la provincia de Guangdong.
En noviembre de 1955, empresas estatales de la provincia de Cantón enviaron más de 600 trabajadores para sustraer los recursos minerales como el guano de las islas Spratly. En julio de 1956 se crea una sede de producción pesquera de la provincia de Hainan. En octubre de 1958 el condado Qionghai (琼海县) organiza la creación de empresas pesqueras y de guano para producción a gran escala en las Islas Paracel.
En enero de 1959, el régimen de Vietnam del Sur envió tropas a ocupar las islas Paracel y algunos atolones, lo que provocó la expulsión de los pescadores chinos. En febrero de 1959 se envían buques navales de crucero a las islas. Mientras en la República Popular China el Consejo de Estado aprobó la creación de la Oficina Administrativa de las Islas Xisha, Zhongsha y Nansha, el 1 de marzo de 1959 se estableció en Haikou que: la administración estaría bajo cargo de Hainan en virtud del gobierno provincial de Cantón. El 3 de marzo de 1959 a las 20:00 hrs se envía la primera flota desde China a las islas, el 25 de marzo la segunda, el 3 de abril una tercera y el 9 de abril la cuarta. A 23 de noviembre ya se posaban en las islas aviones, buques, submarinos, lanchas rápidas, fragatas y se establecieron bases militares. Después de este suceso se retomaron las islas.
En marzo de 1969 las Islas Paracel, Spratly y Zhongsha están bajo una misma administración llamada Oficina Provincial de Guangdong de las islas Xisha, Nansha y Zhongsha.
En 1970, debido al aumento de la actividad militar de Vietnam del Sur, China desplega sus fuerzas armadas y recluta resevistas (40%) y veteranos. El ministerio de defensa chino ordena a todos sus hombres a no usar uniformes militares, ya que Estados Unidos combatía en la guerra de Vietnam como aliado de Vietnam del Sur muy cerca de Sanya.
En 1974 tropas patrullaban la zona de Xisha, el 17 y 18 de enero se ordenó el uso de submarinos y buques de transporte de guerra. El 19 de enero de 1974 a las 9:00 hrs el ejército de Vietnam del Sur también envió a 21 personas en barco y se hacen disparos de advertencia, pero se abrió fuego, matando a varios milicianos. La tensa situación causó una batalla naval por días.
El 4 de marzo de 1969, la Oficina Provincial de Guangdong de las islas Xisha, Nansha y Zhongsha es rebautizada como Comité revolucioario de las Islas Zhongsha de Guangdong. En 1988 la zona queda bajo el control de Hainan. El 19 de septiembre de 1988 cambió oficialmente su nombre por "Oficina de las Islas Paracel, Spratly y Zhonhua de Hainan. En junio de 2012 se nivela la región y se crea la ciudad-prefectura de Shashi.
Actualmente esta zona se encuentra en disputa ante las Naciones Unidas sobre el derecho del mar. China argumenta que del Mar Meridional de China le incluye casi 3,5 millones de kilómetros cuadrados (1/3 de la superficie terrestre) de aguas territoriales. El 15 de mayo de 1996 el gobierno central de China anunció nueva línea de base del mar territorial en el que contiene la línea de base del mar de las Islas Xisha y las islas Nansha. Hoy en día China asegura que el territorio total abarca cerca de 2 millones de km², EE. UU. ha estado en la mira china, pues sus barcos militares navegan esas zonas y ese país afirma que es espacio internacional.

## Economía
Las islas gozan de recursos naturales como gas y petróleo, además por su ubicación de clima tropical y rutas marítimas los turistas al año superan por diez a la población permanente. Las pesca y la venta de mariscos son parte fundamental de la economía local.
La ciudad cuenta Zonas Económicas Exclusivas que favorecen la inversión y con una alta presencia militar que asegura la zona. La ciudad cuenta con una pista de aviones de 2700 m que el ejército completó en 1990.
Imágenes satelitales muestran que las islas están creciendo artificialmente. Toneladas de arena, rocas, coral, y hormigón están transformando islotes vírgenes por islas importantes con puertos, edificios, pistas de aterrizaje y otras instalaciones gubernamentales, lo cual ha molestado a sus vecinos y a EE. UU. que afirma que ha estado ocupando espacio internacional. China anunció que invertirá más de 10 millones de yuanes (USD 1,6 millones ) para la construcción de infraestructura en las islas y fortalecer la aplicación de ley marina en la región.
Sanshá está situada en Woody (永兴岛), la isla más grande de las Paracel a 350 kilómetros al sureste de Hainan, administra más de 200 islotes.
La Oficina de Administración Industrial y Comercial de la provincia de Hainan anunció que Sanshá había llamado la atención de los inversores sobre la creación de empresas en Sansha.
Una empresa de construcción y una compañía de inversión turística recibieron la aprobación en agosto y septiembre, respectivamente.
De acuerdo con un informe publicado en la revista Caijing, funcionarios de Sansha han estado evaluando diversos planes de desarrollo comercial, incluyendo el establecimiento de un paraíso fiscal y casinos.
La Comisión Militar Central de China aprobó la creación de una guarnición militar en Sanshá.
Bajo las nuevas reglas anunciadas, la policía de Hainan tendrá la autoridad para abordar y tomar el control de los buques extranjeros que "ilegalmente" entren en aguas chinas. No está claro si la ley se refiere a las zonas costeras cerca de la isla de Hainan o a toda la masa de agua administrado por Sanshá.
Medios de comunicación chinos informaron en el momento en que el gobierno también enviaría nuevos buques de vigilancia marítima para complementar la flota responsable de patrullar el Mar del Sur de China.

## Nota
La soberanía sobre las islas Xinsha, Zhongshan y Nansha se encuentra en disputa desde julio de 2010. Los reclamados vienen de parte de Vietnam, Filipinas, Malasia, Brunéi y Taiwán.